# Watanabe Kodai
Kodai Watanabe (渡辺 広大 Watanabe Kodai, sinh ngày 4 tháng 12 năm 1986 ở Chiba) là một cầu thủ bóng đá người Nhật Bản thi đấu cho Renofa Yamaguchi FC.

## Thống kê sự nghiệp câu lạc bộ
Cập nhật đến ngày 23 tháng 2 năm 2017.
| Thành tích câu lạc bộ | Thành tích câu lạc bộ | Thành tích câu lạc bộ | Giải vô địch | Giải vô địch | Cúp                   | Cúp                   | Cúp Liên đoàn | Cúp Liên đoàn | Châu lục | Châu lục  | Tổng cộng | Tổng cộng |
| Mùa giải              | Câu lạc bộ            | Giải vô địch          | Số trận      | Bàn thắng    | Số trận               | Bàn thắng             | Số trận       | Bàn thắng     | Số trận  | Bàn thắng | Số trận   | Bàn thắng |
| Nhật Bản              | Nhật Bản              | Nhật Bản              | Giải vô địch | Giải vô địch | Cúp Hoàng đế Nhật Bản | Cúp Hoàng đế Nhật Bản | Cúp Liên đoàn | Cúp Liên đoàn | AFC      | AFC       | Tổng cộng | Tổng cộng |
| --------------------- | --------------------- | --------------------- | ------------ | ------------ | --------------------- | --------------------- | ------------- | ------------- | -------- | --------- | --------- | --------- |
| 2005                  | Vegalta Sendai        | J2 League             | 6            | 1            | 1                     | 0                     | -             | -             | -        | -         | 7         | 1         |
| 2006                  | Vegalta Sendai        | J2 League             | 11           | 0            | 0                     | 0                     | -             | -             | -        | -         | 11        | 0         |
| 2007                  | Vegalta Sendai        | J2 League             | 11           | 0            | 1                     | 0                     | -             | -             | -        | -         | 12        | 0         |
| 2008                  | Vegalta Sendai        | J2 League             | 7            | 0            | 2                     | 0                     | -             | -             | -        | -         | 9         | 0         |
| 2009                  | Vegalta Sendai        | J2 League             | 50           | 3            | 4                     | 0                     | -             | -             | -        | -         | 54        | 3         |
| 2010                  | Vegalta Sendai        | J1 League             | 22           | 1            | 1                     | 0                     | 3             | 0             | -        | -         | 26        | 1         |
| 2011                  | Vegalta Sendai        | J1 League             | 10           | 2            | 3                     | 0                     | 0             | 0             | -        | -         | 13        | 2         |
| 2012                  | Vegalta Sendai        | J1 League             | 18           | 1            | 2                     | 1                     | 7             | 1             | -        | -         | 27        | 3         |
| 2013                  | Vegalta Sendai        | J1 League             | 20           | 1            | 4                     | 0                     | 0             | 0             | 5        | 0         | 29        | 1         |
| 2014                  | Vegalta Sendai        | J1 League             | 15           | 0            | 0                     | 0                     | 4             | 0             | -        | -         | 19        | 0         |
| 2015                  | Montedio Yamagata     | J1 League             | 12           | 0            | 1                     | 0                     | 0             | 0             | -        | -         | 13        | 0         |
| 2016                  | Montedio Yamagata     | J2 League             | 40           | 1            | 1                     | 0                     | –             | –             | –        | –         | 41        | 1         |
| Tổng cộng sự nghiệp   | Tổng cộng sự nghiệp   | Tổng cộng sự nghiệp   | 222          | 10           | 20                    | 1                     | 14            | 1             | 5        | 0         | 261       | 12        |